# Ісраель Хіменес
Ісраель Хіменес (ісп. Israel Jiménez, нар. 13 серпня 1989, Монтеррей) — мексиканський футболіст, захисник клубу «УАНЛ Тигрес».
Насамперед відомий виступами за «УАНЛ Тигрес» , а також національну збірну Мексики.

## Клубна кар'єра
У дорослому футболі дебютував 2007 року виступами за дублюючу команду клубу «УАНЛ Тигрес».  Більшість часу, проведеного у складі другої команди «УАНЛ Тигрес», був основним гравцем захисту команди.
До складу основної команди клубу «УАНЛ Тигрес» приєднався 2008 року. Наразі встиг відіграти за монтеррейську команду 85 матчів в національному чемпіонаті.

## Виступи за збірну
25 січня 2012 року дебютував в офіційних матчах у складі національної збірної Мексики в товариській грі зі збірною Венесуели, яка завершилася перемогою мексиканців з рахунком 3-1. 
Наразі провів у формі головної команди країни 2 матчі.
2012 року захищав кольори олімпійської збірної Мексики на Олімпійських іграх 2012 року у Лондоні, де мексиканці стали олімпійськими чемпіонами.

## Титули і досягнення
- Олімпійський чемпіон (1):

2012
- Чемпіон Мексики (1):

«УАНЛ Тигрес»: Апертура 2011